# شهرداری باکو
شهرداری باکو مکان اجرای قانون در باکو پایتخت جمهوری آذربایجان که وظیفه رسیدگی به امور شهری باکو را انجام می‌دهد. بنای شهرداری باکو به سبک معماری باروک ایتالیایی در آغاز قرن ۲۰اُم بنیان‌گذاری شده است. آجر تزئینی قرمز و سنگ مرمر رنگی برای ساخت و ساز از ایتالیا آورده بودند. این بنا توسط جوزف گوسلاوسکی معمار لهستانی طراحی شده است.